# Irina Smirnowa
Irina Jewgienjewna Smirnowa (ros. Ирина Евгеньевна Смирнова; ur. 10 kwietnia 1990 w Niżnym Nowogrodzie) – rosyjska siatkarka, grająca na pozycji atakującej. Od stycznia 2020 roku występuje we włoskiej drużynie Cda Volley Talmassons.

## Sukcesy klubowe
Puchar Rosji:
- 2008

Mistrzostwo Rosji:
- 2012

Puchar CEV:
- 2014

Puchar Węgier:
- 2017

MEVZA:
- 2017[7]

Mistrzostwo Węgier:
- 2017[8]

## Sukcesy reprezentacyjne
Mistrzostwa Świata Kadetek:
- 2007

Mistrzostwa Europy Juniorek:
- 2008